# کومووی
کومووی (به لاتین: Komovi) یک رشته‌کوه در مونته‌نگرو است که در مونته‌نگرو واقع شده‌است. کومووی ۲٬۴۸۷ متر بالاتر از سطح دریا واقع شده‌است.